# 曹勑
曹勑（1470年—？年），字嘉正，四川重慶府巴縣人，民籍，明朝政治人物。

## 生平
四川鄉試第四名舉人。弘治十五年（1502年）中式壬戌科三甲第四十七名進士。歷官刑部員外郎。

## 家族
曾祖曹啟勝；祖父曹天華，贈經歷；父曹文德，母陳氏。
子曹汴，嘉靖進士。